# Zop Hopop
Zop Hopop est le nom d'un orchestre imaginaire créé en 1991 par le musicien liégeois Sacha Toorop. 
Actuellement[Quand ?], le groupe est constitué de Benoit Poncint, Jérôme Danthinne et Sacha Toorop. C'est également le nom d'un personnage de bande dessinée créé par le même Sacha Toorop.

## Historique
En 1991, Sacha Toorop eut l'idée d'un groupe, de rassembler des personnes pour pouvoir non pas jouer de la musique seul, mais bien accompagné. Auparavant, il dessinait un personnage qu'il avait appelé Zop Hopop, c'est ainsi qu'il reprit ce nom pour son groupe. Il jouait en tournante, c'est-à-dire avec des musiciens différents par saisons.

## Discographie
- Welcome (1996)
- Red Poppies (1998)
- Western (2001)
- Interlude (2003)
- Mangrovia (2005)